# 扇叶虎耳草
扇叶虎耳草（学名：Saxifraga rufescens var. flabellifolia）为虎耳草科虎耳草属下的一个变种。

## 扩展阅读
- 維基物種上的相關：扇叶虎耳草